# マラヤ大学
マラヤ大学（マレー語：Universiti Malaya）は、マレーシアの大学。1905年、マレーシアで初の大学として設立された。首都クアラルンプールの南西に立地する。

## 概要
マレーシア随一の最高学府であり、大学評価の世界的指標の一つである、イギリスの大学評価機関「クアクアレリ・シモンズ社(Quacquarelli Symonds :QS)」が発表しているQS世界大学ランキングにおいて、2022年-2023年度では世界第70位、アジア第8位であった。特に科学・工学分野（Engineering and Technology）では、世界第45位、アジア第8位と高い評価を受けている。。
シンガポール国立大学（英語：National University of Singapore）はかつてシンガポールに存在したマラヤ大学シンガポール校が前身であり、両校の校章にはシンボルとして「虎」がそれぞれ用いられている。

### 日本との関わり
皇室との繋がりが深く、1970年2月20日、皇太子・皇太子妃だった上皇明仁・上皇后美智子がマラヤ大学を訪問。その際に記念植樹を行った。2017年には「日・マレーシア外交関係樹立60周年」を記念し、当時の皇太子徳仁親王がマラヤ大学を訪問し、上皇・上皇后の記念樹の隣に記念植樹をした。
2020年12月1日、日本語専攻が令和2年度外務大臣表彰を受賞。
2024年9月、筑波大学が本校内に海外分校（学際サイエンス・デザイン専門学群）を設置。日本の大学が学位を授与する学部を海外に設置するのはこの事例が初めてとなる。

## 組織

### Academies
- Academy of Islamic Studies
- Academy of Malay Studies

### Centres
- Cultural Centre
- Centre for Civilisational Dialogue
- Centre for Continuing Education (UMCCed)
- Centre for Foundation Studies in Science
- Sports Centre
- University of Malaya Center for Family Development

### Faculties
- 人文&社会学部
- 建築環境部
- ビジネス&経済学部
- コンピューター科学&情報科学部

- 歯学部
- 教育学部
- 工学部

- 言語&言語学部
- 法学部
- 医学部
- 科学部

### Institutes
- Institute of Research, Management and Consultancy (IPPP)
- Institute of Postgraduate Studies
- International Institute of Public Policy and Management (INPUMA)
- Asia-Europe Institute
- Institute of Principalship Studies
- Institute of China Studies

## 校歌
University Malaya
Kebanggaan kita semua
Bertambah para ilmuwan
Di pelbagai lapangan
Kami bertekad di hati
Mencapai cita murni
Tradisi kecemerlangan
Menepati wawasan
Di sini kami sedia berbakti
Terus berinovasi
Kami harapan generasi muka
Teras nusa dan bangsa
Varsiti kesayanganku
Sungguh banyak jasamu
Membentuk insan mulia
Berilmu berbudaya

## 日本の協定校
- 東京大学
- 京都大学
- 九州大学
- 一橋大学
- 東京工業大学
- 東京医科歯科大学
- 千葉大学
- 福井大学
- 広島大学
- 青山学院大学
- 関西学院大学
- 同志社女子大学
- 立命館大学
- 名桜大学
- 法政大学
- 大阪府立大学
- 亜細亜大学

## 著名な卒業生
King Edward VII College of Medicine/Raffles College 時代（1949年以前）
- アブドゥル・ラザク - マレーシア首相（第2代）
- マハティール・ビン・モハマド - マレーシア首相（第4・7代）
- シティ・ハスマ - マハティールの妻
- ベンジャミン・シアーズ - シンガポールの大統領（第2代）
- Goh Keng Swee - 前 シンガポール副首相
- Toh Chin Chye - 前 シンガポール副首相
- Ismail Abdul Rahman - 前 マレーシア副首相

マラヤ大学 時代（1949年以降）
- S・R・ナザン - シンガポール大統領（第6代） 、 シンガポール国立大学総長
- Teresa Kok Suh Sim - Democratic Action Party Member of Parliament for Seputeh
- Shirley Geok-lin Lim - 詩人、英語学教授、 カリフォルニア大学サンタバーバラ校
- Chan Sek Keong - シンガポール最高裁判所長官
- 加藤学 - 元衆議院議員
- 桜内文城 - 元衆議院議員